# Ferrocarril de Sobral
El Ferrocarril de Sobral (EFS) fue el segundo ferrocarril de Ceará. Planificada para dar asistencia a la ciudad de Sobral durante los años de sequía entre 1877 y 1879. Su construcción fue iniciada en 1878 y alcanzó su primer punto final Ipu, en 1894. Actualmente estos ferrocarriles son operados por la Transnordestina Logística S.A.

## Historia
Los primeros raíles fueron colocados el 26 de marzo de 1879, en Camocim y dos años después, el 15 de enero de 1881, fue inaugurado el primer tramo, con 24,50 kilómetros, uniendo el Puerto de Camocim con la ciudad de Granja. La ruta hasta Sobral inició sus operaciones el 31 de diciembre de 1882, siendo entonces inaugurada la estación de Sobral totalizando 128,92 kilómetros de ferrocarril. En 1894, el tramo de esta llega a Ipu
En 1909 comenzaron las construcciones de prolongación hasta la ciudad de Crateús, que llegaron ahí el 25 de enero de 1925. Durante su construcción diversos poblados se desarrollaron en los márgenes del ferrocarril, como la Villa de "Humaitá", que actualmente es la ciudad de Pires Ferreira que vio su nombre alterado para homenajear al constructor-jefe del ferrocarril, el piauiense: Dr. Antônio Sampaio Pires Ferreira.
El EFS fue arrendado a la South American Railway en 1910 y en 1915 pasó a la administración federal bajo el nombre de Red de Tráfico Cearense. En 1950 la conexión entre el EFS y el Ferrocarril de Baturité entró en operación. Con esto, el tramo entre Camocim y Sobral fue considerado un ramal, hasta su desactivación en 1977. Actualmente la línea de ferrocarril ha sido poco utilizada, limitándose al desplazamiento de algunos productos, hoy, la mayoría de las antiguas estaciones ferroviarias son consideradas patrimonios históricos de los municipios.
Los principales municipios atravesados por el ferrocarril son Sobral, Cariré, Reriutaba, Pires Ferreira, Ipú, Ipueiras, Nova Russas, Poranga y Crateús.